# Manuel Germán Cuello Gutiérrez
Manuel Germán Cuello Gutiérrez (La Junta, San Juan del Cesar, La Guajira, 7 de septiembre de 1915-Valledupar, Cesar, 15 de noviembre de 2006) fue un agricultor, ganadero y político colombiano, miembro del Partido Conservador Colombiano, primer alcalde mayor de Valledupar como capital departamental del Cesar, Senador de la República, diputado y Gobernador del Cesar.

## Familia
Manuel Germán es hermano de Armando, Esteban Cuello Gutiérrez y Jose luis Cuello. este último oriundo de la Junta,  en el sur de la Guajira, ganadero de antaño y  máximo agricultor del café y del fique. hizo parte de la federación nacional de cafeteros de Colombia en el gobierno e misael pastrana.
Cuello Gutiérrez contrajo matrimonio con Rosita Dávila. De esta unión nacieron Alfredo, Gloria, Leonor,  María Cecilia Ligia.
Su hija Gloria Cuello Dávila contrajo matrimonio con Armando Maestre Pavajeau.
Alfredo con Marta Baute.
Leonor con Jaime Calderón Brugés quien dentro de su amplio y reconocido palmares a nivel local y nacional se ha desempeñado entre otros como Alcalde de Valledupar, Gobernador (e) del Cesar, Director Nacional del ICCE, Secretario General del Partido Social Conservador, Miembro de la Comisión Legislativa de la Asamblea Constituyente, Magistrado Electoral, Registrador Nacional del Estado Civil y Notario en la ciudad de Bogotá. 
Su hija María Cecilia Cuello Dávila se casó con Rodolfo Campo Soto, Exalcalde de Valledupar y Ex Director del Incoder. 
Ligia con el exalcalde de Sincelejo Jaime García Chadid
Entre sus nietos figuran el congresista Alfredo Cuello Baute y Manuel Guillermo Cuello Baute.
Su hacienda "El gobernador" fue donada para crear el corregimiento de Villa Germania.

## Trayectoria
Originario de las familias conservadoras del sur de La Guajira, Cuello Dávila aspiró en 1939, a muy temprana edad, a la Asamblea Departamental de La Guajira pero no tuvo éxito y decidió probar suerte en Valledupar. A pesar de que en Colombia se vivía la llamada época de La Violencia bipartidista, en Valledupar, las diferencias entre conservadores y liberales no pasaban de discusiones políticas, por lo que varios dirigentes conservadores del sur de La Guajira fueron aceptados en la sociedad vallenata, considerada un enclave liberal. Cuello Gutiérrez, José Manuel “Ney” Daza Daza, Los Murgas y Jorge Dangond Daza se convirtieron en líderes conservadores en el departamento. Rafael Lacouture Daza le asignó una directriz para trabajar en la zona de carreteras.
Cuello Gutiérrez fue partícipe de la creación del departamento del Cesar.

### Alcalde de Valledupar
Cuello Gutiérrez fue alcalde de Valledupar entre enero de 1968 y agosto de 1968.

### Gobernador del Cesar
Manuel Germán Cuello fue nombrado gobernador del Cesar por el presidente de Colombia, Misael Pastrana Borrero. Cuello gobernó entre el 19 de junio de 1971 y el 13 de agosto de 1974 en representación del Partido Conservador. 
Cuello Gutiérrez fue patrocinador de las fiestas populares en el Cesar, en 1972 participó en la coronación de la reina de los Carnavales de Valledupar y sus guachernas.
El gobernador Cuello fue gestor de la Escuela Agropecuaria, mediante el decreto n.º 00015 del 12 de enero de 1972, precursora de la actual institución Educativa “Rosa Jaimes Barrera” en el municipio de Pailitas, Cesar.
En 1973 siendo gobernador del Cesar, Cuello Gutiérrez y Jaime Gnecco Hernández fueron gestores del Instituto Tecnológico Universitario del Cesar, ITUCE, predecesor de la Universidad Popular del Cesar (UPC).
El 11 de marzo de 1974, por gestión del gobernador Cuello Gutiérrez, su esposa Rosa Dávila de Cuello y el Obispo Monseñor Vicente Roig y Villalba, se creó la Casa de las Hermanitas de los Pobres en Valledupar.

#### Gabinete
- Secretario de Educación: Jorge Elécer Rincón Galvis.

### Retiro de la vida política
En 1990, Cuello se retiró del protagonismo en la política activa y le dio paso a su hijo, Alfredo. Sin embargo, Cuello Gutiérrez conservó su participación en reuniones políticas conservadores dando orientación y apoyo al Partido Conservador y sus candidatos en el departamento del Cesar.

## Muerte
Cuello Gutiérrez falleció por problemas cardíacos el 15 de noviembre de 2006 en Valledupar.

## Publicaciones
- Cuello, Manuel. (2003) Mis Recuerdos 1915-2003: Conversaciones con el Ex RegistradorJaime Calderon Brugés. Gráficas del Comercio, Bogotá. ASIN: B00123DLDW

## Honores
La Institución Educativa Manuel Germán Cuello Gutiérrez en Valledupar fue bautizada en su honor, igualmente  corregimiento de Villa Germania, Villa Germania es el nombre que se adoptó en honor a él, quien fuera el propietario de las tierras ya que donó el predio para su construcción hace aproximadamente 50 años. Este lugar fue el refugio de colonos que, huyendo de la violencia del interior del país, se ubicaron allí. El terreno donde está ubicado el colegio lo donó Jose Luis Cuello; cabe resaltar que dicho terreno tendría como fin un cafetal de ingenio. 